# CAR-15

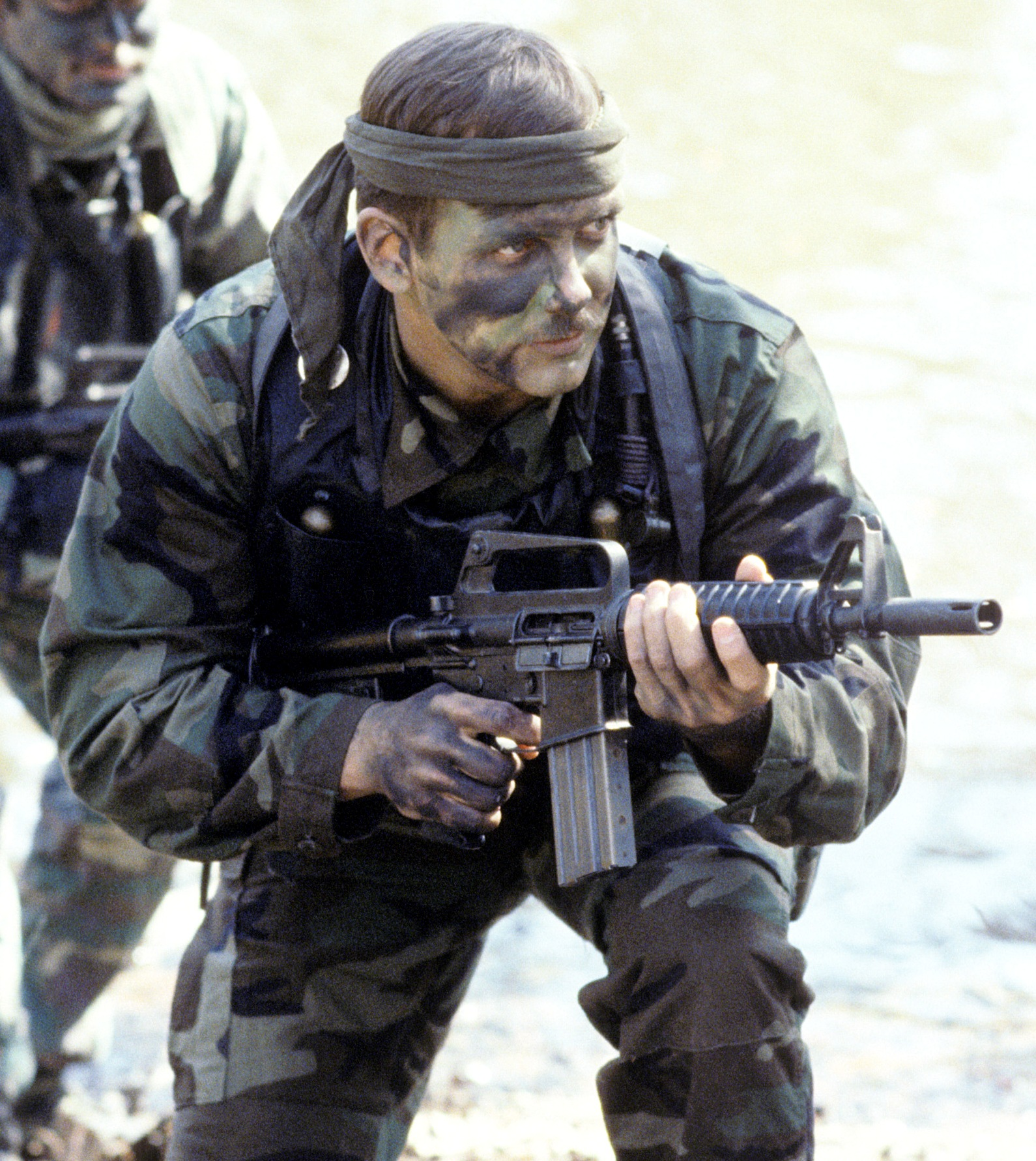
U.S. Navy SEAL cu Colt Commando. Notă: large flash hider

Colt Automatic Rifle-15 sau CAR-15 este o familie de arme de foc pe bază de M16 comercializate de Colt în anii 1960 și începutul anilor 1970. Cu toate acestea, termenul "CAR-15" este cel mai frecvent asociat cu Colt Commando (AKA: XM177); aceste carabine select-fire au butoaie ultrascurte 10,5-inch (270 mm) și 11,5-inch (290 mm) cu supresoare de bliț supradimensionate.
Numele CAR-15 a fost o încercare de a reasocia numele AR-15 cu Colt, deoarece AR reprezenta inițial ArmaLite, producătorul original al ArmaLite AR-15. Ulterior, Colt a abandonat conceptul CAR-15, dar a continuat să facă variante de carabină, folosind marca M16 pentru modelele selectează tir și Marca Colt AR-15 pentru modelele semi-automată. Cu toate acestea, în utilizarea actuală, CAR-15 este numele generic pentru toate variantele carabină-lungime făcute înainte de carabina M4.